# Clube de Futebol Os Belenenses (rugby à XV)
Cet article ne traite que de la section rugby à XV du club. Pour les autres disciplines sportives du club, voir Clube de Futebol Os Belenenses (omnisports).
Maillots
Le Clube de Futebol Os Belenenses est un club omnisports portugais comprenant notamment une section de rugby à XV, basé à Lisbonne.  
Affilié en 1955 à l'Association de rugby de Lisbonne, puis en 1957 à la Fédération portugaise de rugby.
Le club évolue au plus haut niveau du rugby portugais, le Championnat du Portugal de rugby à XV ou Division d'Honneur.
Il a terminé 5e des phases finales de 2006-2007, après avoir été finaliste (2e) en 2005-2006.

## Palmarès
- Championnat du Portugal de rugby à XV (5 titres)
  - Champion :  1957-58, 1962/63, 1972/73, 1974/75, 2002/03

- Coupe du Portugal de rugby à XV (3)
  - Victoires : 1959, 1964 et 2001
  - Finaliste : 1971, 1978, 1982, 1989, 2005, 2009

- Supercoupe du Portugal de rugby (3)
  - Victoires : 2002, 2003 et 2005

- Coupe ibérique de rugby à XV (0)
  - Vainqueur :
  - Finaliste : 2003/04

## Joueurs internationaux
- David Mateus
- Diogo Mateus
- Pedro Silva
- Cristian Spachuk
- João Uva
- Vasco Uva